# Torneo di Sardegna
Il Torneo di Sardegna o Torneo Città di Arzachena è stato un torneo femminile di tennis che si disputava a Arzachena in Italia su campi in terra rossa.

## Albo d'oro

### Singolare
| Anno | Campionessa      | Finalista    | Punteggio |
| ---- | ---------------- | ------------ | --------- |
| 1982 | Elizabeth Smylie | Dana Gilbert | 6-3, 6-0  |

### Doppio
| Anno | Campionesse                   | Finalista                       | Punteggio |
| ---- | ----------------------------- | ------------------------------- | --------- |
| 1982 | Debbie Jevans Elizabeth Jones | Catrin Jexell Susana Villaverde | 7-6, 6-2  |